# Baia di Chilkoot
La baia di Chilkoot (Chilkoot Inlet in inglese) è uno stretto (o canale) di mare situato nella parte meridionale (regione del sud-est) dell'Alaska (Stati Uniti).

## Geografia fisica
La baia di Chilkoot è l'ingresso alla regione del sud-est dell'Alaska. Il canale si trova sul lato orientale della penisola di Chilkat; a nord riceve le acque dei canali Lutak (Lutak Inlet) e Taiya (Taiya Inlet); a sud si immette nel canale di Lynn. La lunghezza del canale è di circa 32 chilometri con una larghezza minima di 3-4 chilometri. Ad oriente del canale si trova l'area naturalistica Haines State Forest.
Il canale è circondato dai seguenti monti:
| Nome del monte                        | Altezza (m s.l.m.) | Coordinate             | Ubicazione del monte      |
| ------------------------------------- | ------------------ | ---------------------- | ------------------------- |
| Monte Villard (Mount Villard)         | 1.355              | 59°16′20″N 135°18′10″W | sul lato nord-orientale   |
| Monte Sinclair (Mount Sinclair)       | 1.943              | 59°05′47″N 135°07′20″W | sul lato sud-orientale    |
| Monte Ripinski (Mount Ripinski)       | 1.050              | 59°15′55″N 135°31′05″W | sul lato nord-occidentale |
| Monte Riley Trail (Mount Riley Trail) | 273                | 59°12′03″N 135°22′42″W | sul lato nord-occidentale |

Altri elementi geografici vicini al canale:
| Elemento | Nome                                    | Coordinate             | Note                                                                  |
| -------- | --------------------------------------- | ---------------------- | --------------------------------------------------------------------- |
| Fiume    | Katzehin (Katzehin River)               | 59°11′43″N 135°18′30″W | Si trova sul lato nord-orientale ed è alimentato dal ghiacciaio Meade |
| Fiume    | Yeldagalga (Yeldagalga Creek)           | 59°06′07″N 135°13′17″W | Si trova sul lato sud-orientale del canale                            |
| Penisola | Penisola di Chilkat (Chilkat Peninsula) | 59°11′16″N 135°22′23″W | Delimita il lato occidentale del canale                               |
| Isola    | Isola di Talsani (Talsani Island)       | 59°04′35″N 135°16′29″W | Si trova a sud, alla fine del canale                                  |

## Storia
Il canale fu visitato per la prima volta nel 1794 da Joseph Whidbey (1757 – 1833) membro della Royal Navy durante la spedizione di George Vancouver del 1791-1795.
Il canale è chiamato anche: Chilcoot Inlet, Chilkoot Bay, False Chilkaht e Tschillkat Inlet. Il nome Chilkoot deriva da una tribù di indiani Tlingit della zona.

## Accessi e turismo
A circa metà canale sulla sponda della penisola Chilkat si trova la cittadina di Haines, mentre a nord, percorrendo il canale di Taiya si trova Skagway. Entrambe le cittadine sono collegate al continente tramite la rete stradale; mentre per arrivare nel nord dell'Alaska devono attraversare il territorio dello Yukon (Canada). Il canale, durante la stagione estiva, è continuamente attraversato dalle navi da crociera che approdano a Skagway.

## Alcune immagini della baia di Chilkoot

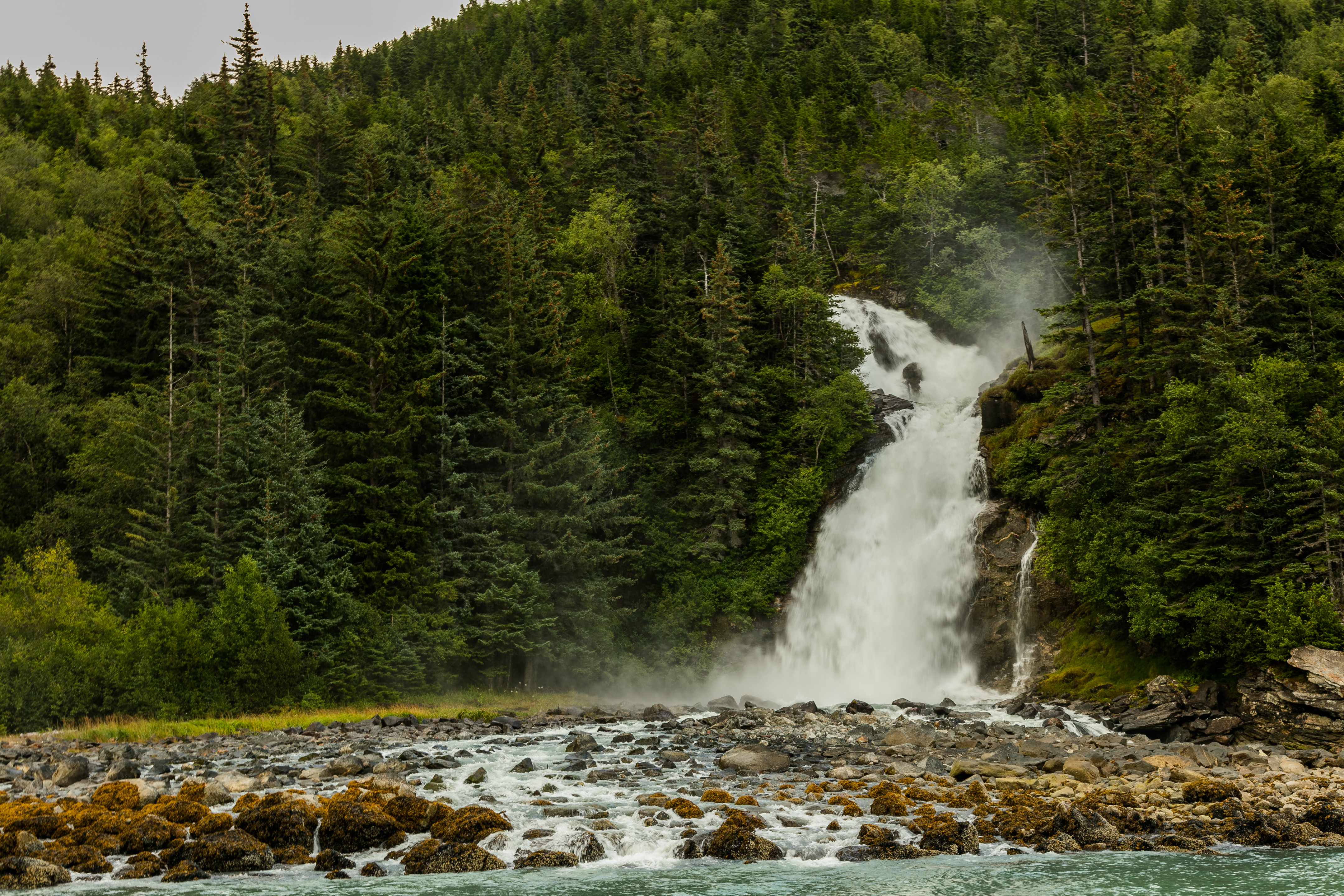
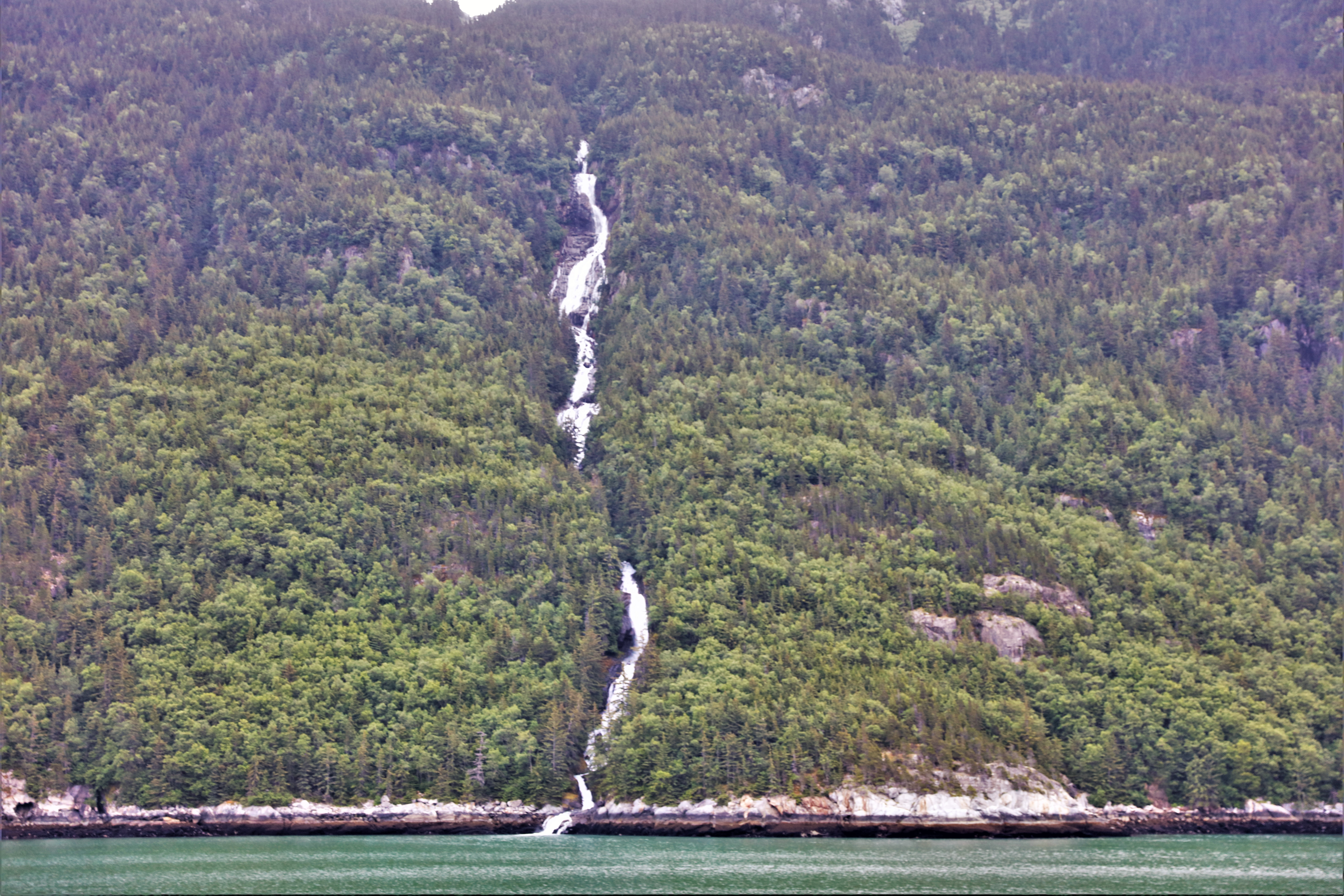
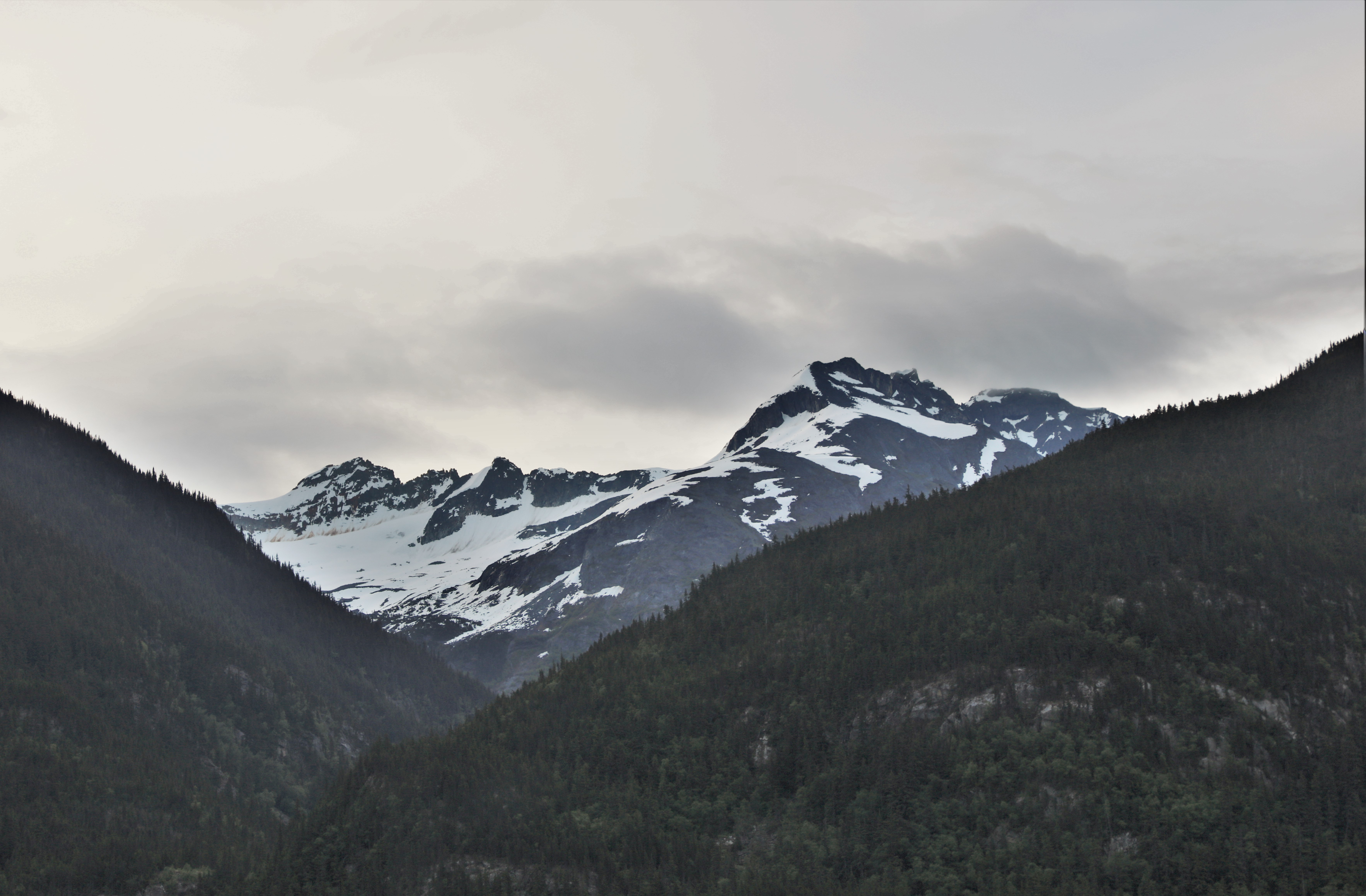
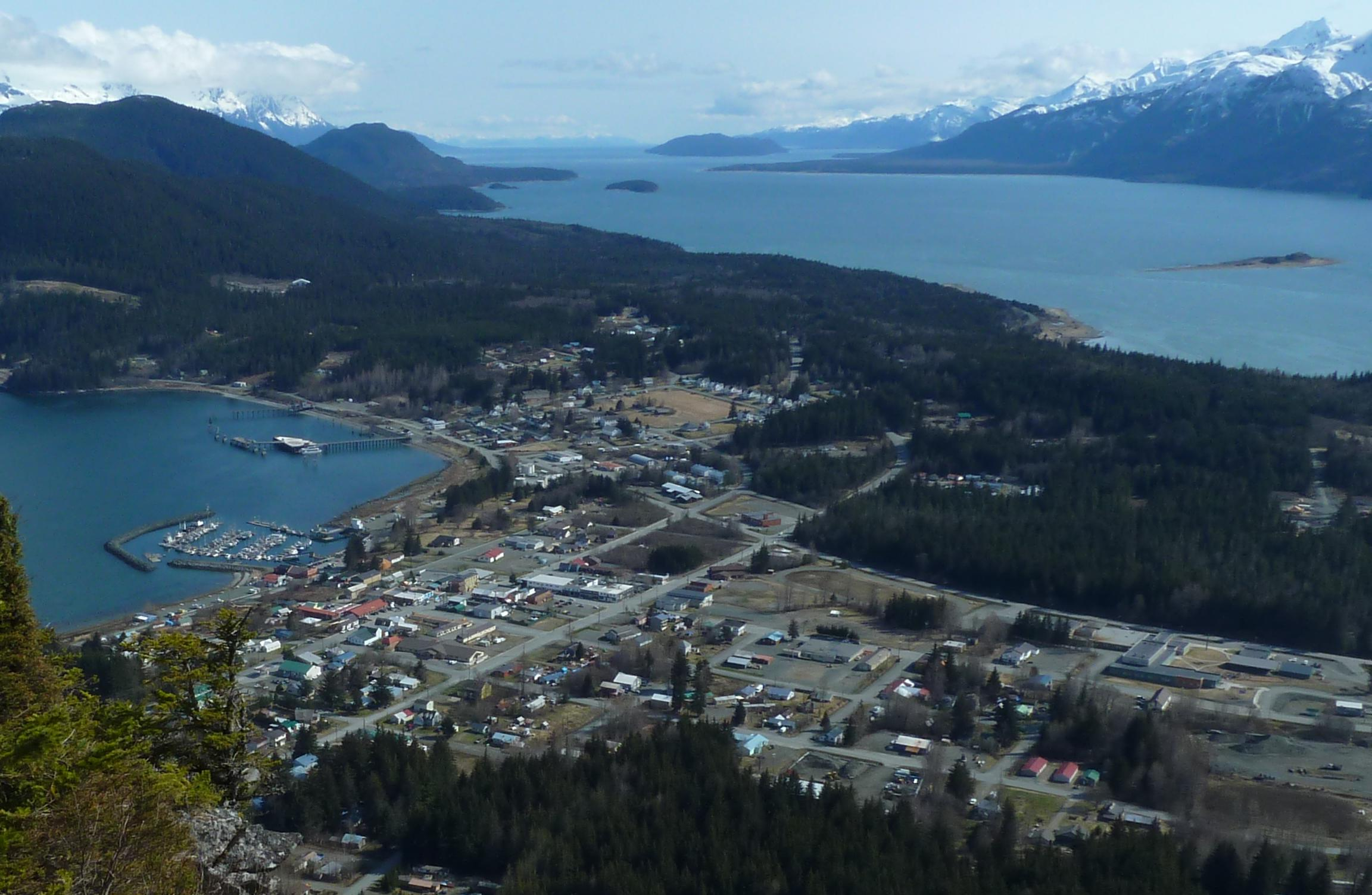